# José Iraragorri
José Iraragorri Ealo, dit Chato, est un footballeur et entraîneur espagnol, né le 16 mars 1912 à Basauri (Biscaye) et décédé le 27 avril 1983 à Galdakao (Biscaye).

## Biographie
En tant qu'attaquant, il fut international espagnol à 7 reprises. Il participa à la Coupe du monde de football de 1934, en Italie. Il joue deux matchs (Brésil et Italie) sur 3. Il est le premier buteur espagnol en Coupe du monde. Il inscrit un but à la 18e minute sur penalty. Selon certaines, il aurait inscrit un second but à la 25e minute mais d'autres donnent Isidro Lángara buteur. L'Espagne bat le Brésil (3-1) au 1er tour. Il joue le match contre l'Italie qui se solde par un score de parité (1-1), mais ne dispute pas le match d'appui qui voit la défaite espagnole (0-1).
Il joua à l'Athletic Bilbao de 1929 à 1936, remportant quatre Liga et quatre Coupes d'Espagne. De 1937 à 1939, il joue avec l'équipe du Pays basque de football, mais en raison de la victoire des franquistes au pouvoir, il quitte cette sélection. Les événements politiques en Espagne à cette époque le contraignent à quitter le pays pour l'Argentine.
Avec San Lorenzo, il termine second du championnat d'Argentine en 1941.
En 1946, il revient à l'Athletic Bilbao jusqu'en 1949. Il termine second de la Liga en 1947 et finaliste de la Coupe d'Espagne en 1949.
Il devient entraîneur de l'Athletic Bilbao de 1949 à 1952. Il remporte la Coupe d'Espagne de football en 1950, battant en finale le Real Valladolid.

## Palmarès

### En tant que joueur
- Championnat d'Espagne de football
  - Champion en 1930, en 1931, en 1934 et en 1936
  - Vice-champion en 1932, en 1933 et en 1947
- Coupe d'Espagne de football
  - Vainqueur en 1930, en 1931, en 1932 et en 1933
  - Finaliste en 1949
- Championnat d'Argentine de football
  - Vice-champion en 1941

### En tant qu'entraîneur
- Championnat d'Espagne de football
  - Vice-champion en 1952
- Coupe d'Espagne de football
  - Vainqueur en 1950